# Бейт-Гуврин (кибуц)
Бейт-Гуврин (ивр. בֵּית גֻּבְרִין‎) — израильский кибуц в районе Хевель-Лахиш, к западу от древнего Бейт-Гуврина (в честь которого он назван) и примерно в 14 км к востоку от Кирьят-Гата. Его площадь составляет около 20 000 дунамов. Кибуц административно относится к региональному совету «Йоав» и является самым восточным и самым южным поселением в нём.

## История
Кибуц Бейт-Гуврин был основан в 1949 году. Происхождение названия — арамейское, которое обозначает «дом мужчин».
Кибуц принадлежал «Объединению кибуцев», а затем «Кибуцному движению». В 2004 году кибуц претерпел изменения в образе жизни и превратился из традиционного кибуца в меняющийся кибуц. В 2006—2007 годах кибуц прошел процедуру приватизации домов жителями кибуца.
Кибуц характеризуется несколькими уникальными элементами, присутствующими в его ландшафте: древними зданиями, одно из которых служило аристократическим двором в период Османской империи, старыми оливковыми деревьями и археологическими находками. На территории столовой кибуца выставлена часть украшенной крыши (фриз) хостеля IV века. Есть в кибуце и архитектурные элементы сельскохозяйственных сооружений древнего периода.

## Население
По данным Центрального статистического бюро Израиля, население на начало 2020 года составляло 435 человек.

## Галерея

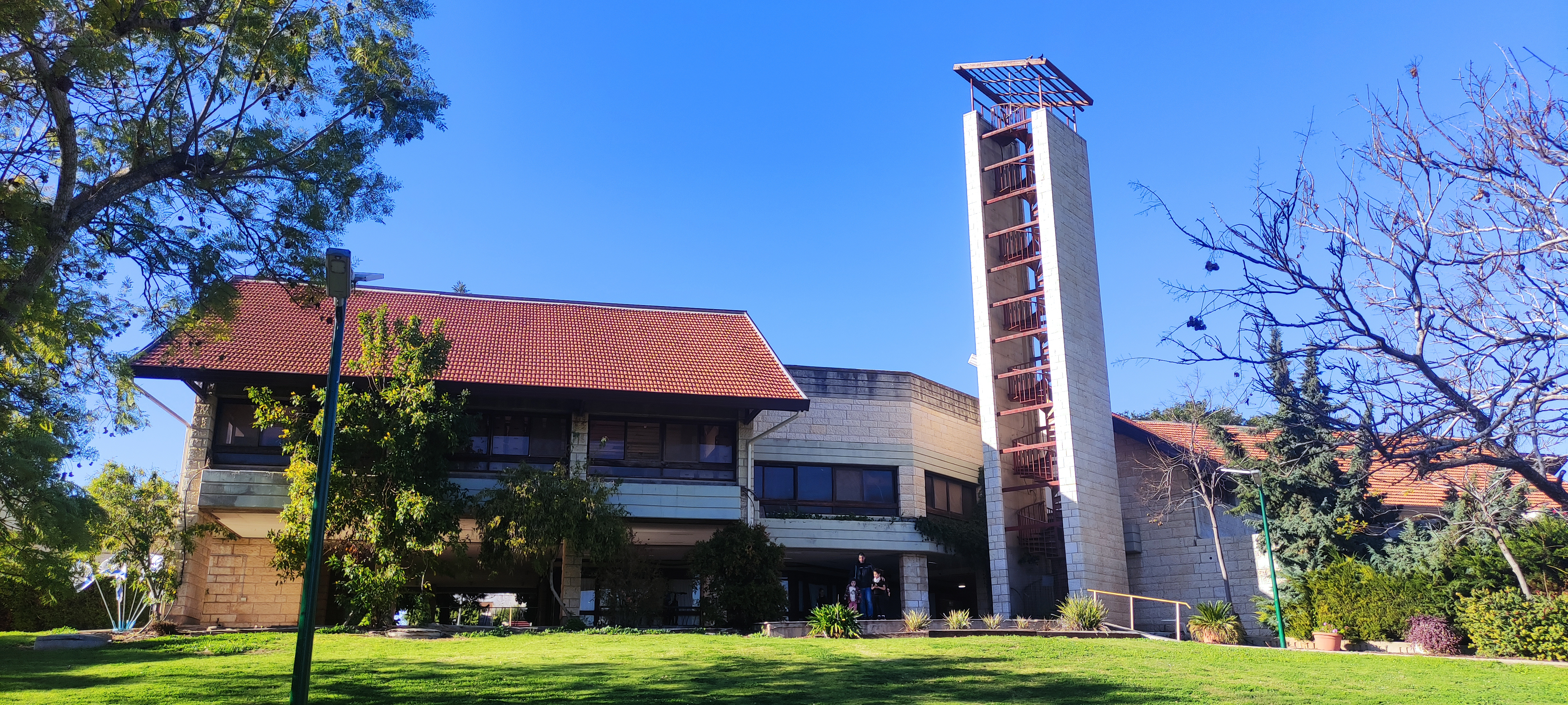
Столовая в кибуце
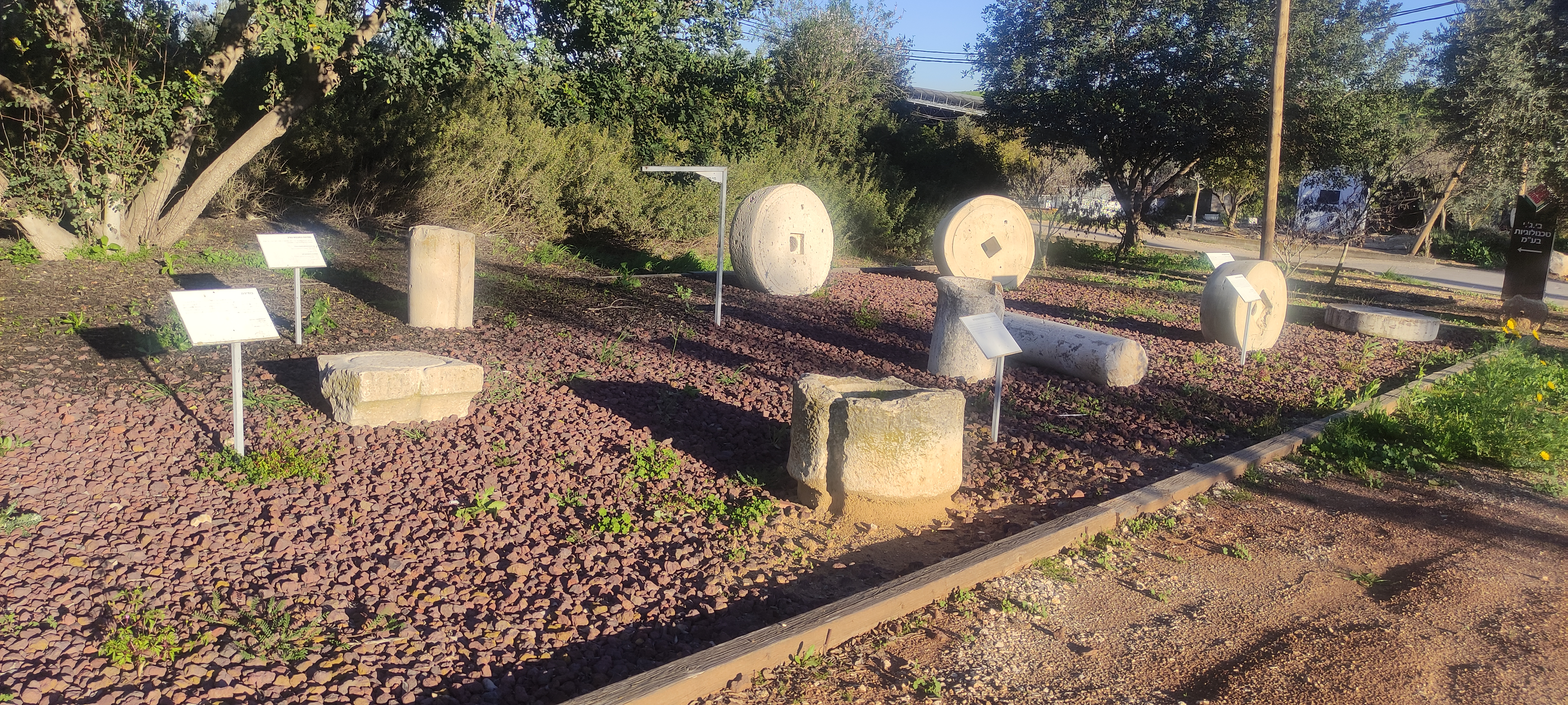
Раскопки в кибуце
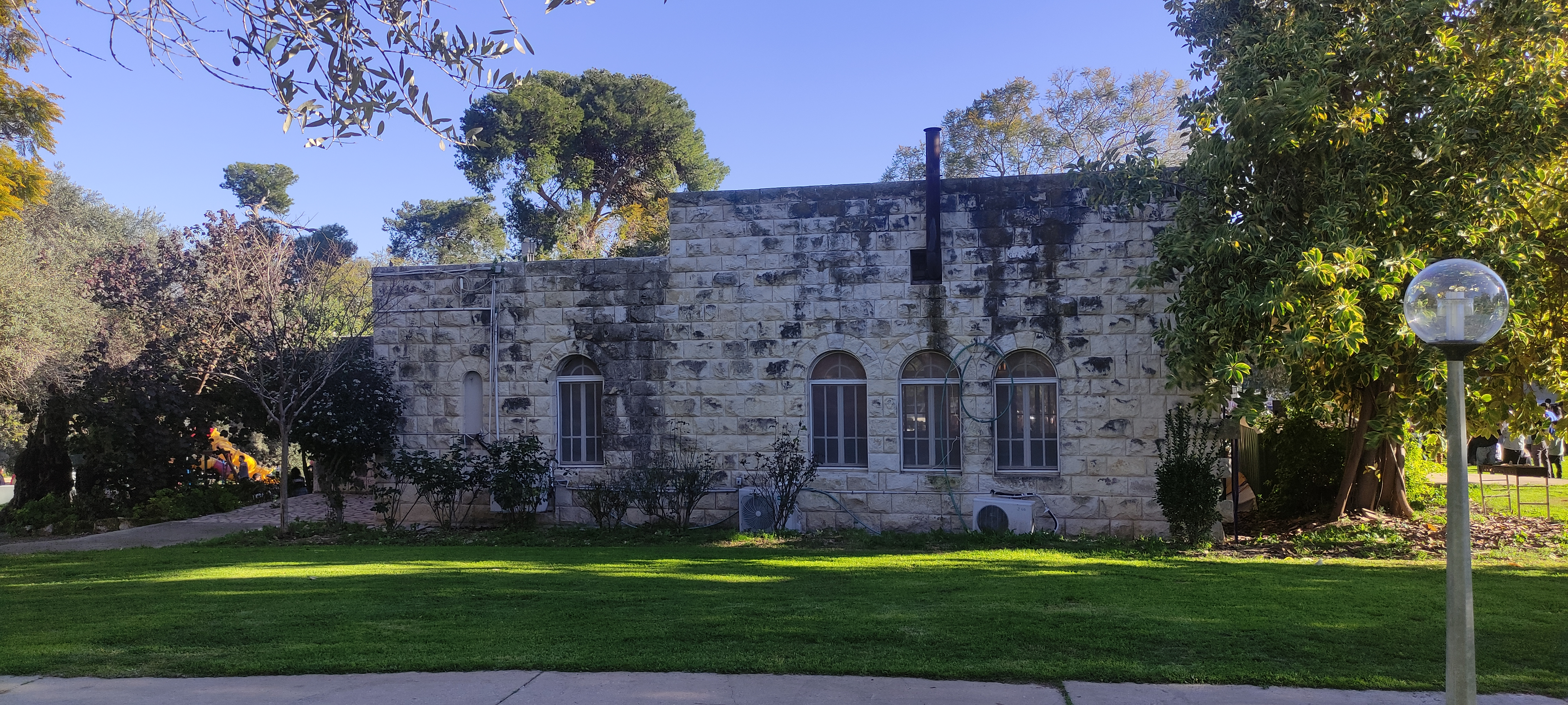
Бейт-Дани — здание, использовавшееся как обеденный зал кибуца, а сейчас использующееся как клуб для жителей.
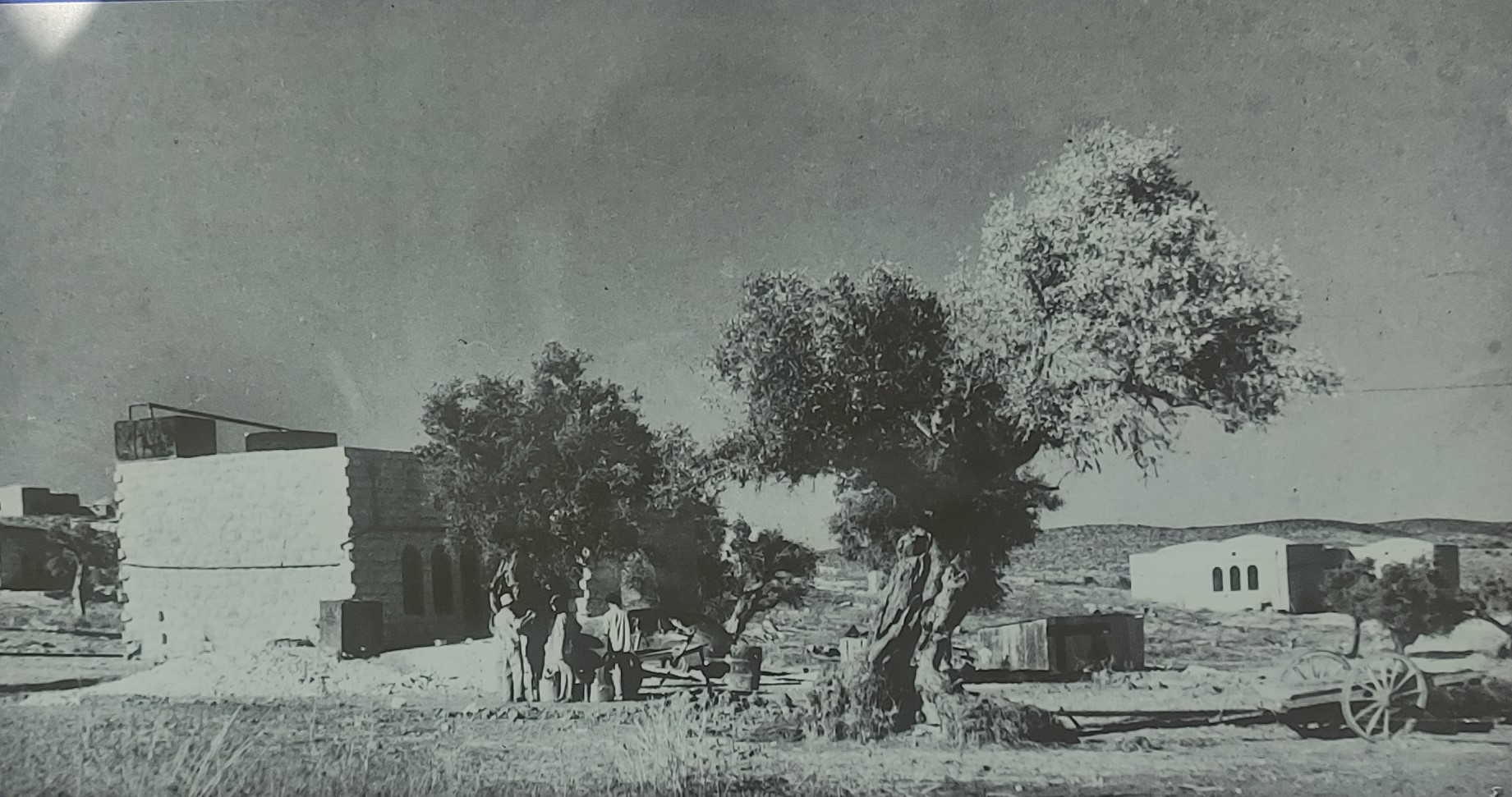
Бейт-Дани в 1950-е годы.